# Alt St. Meinolfus (Dörenhagen)

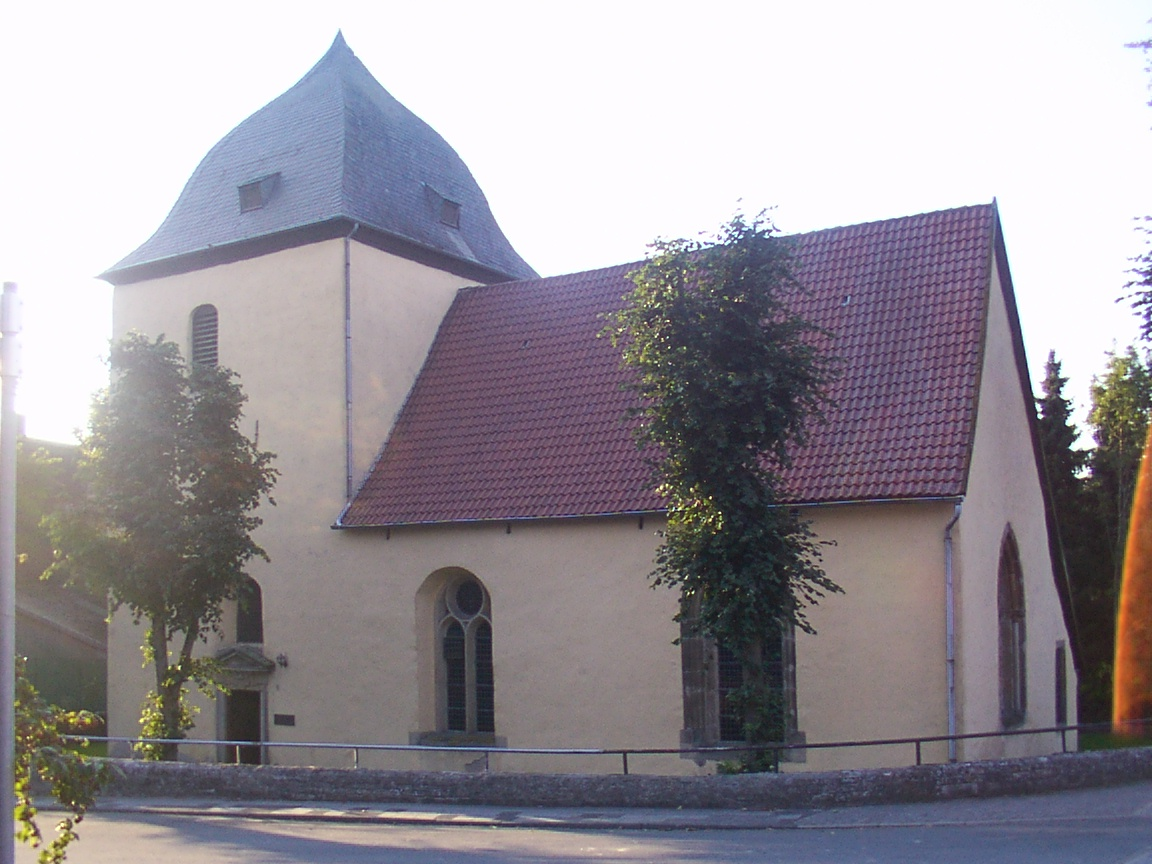
St. Meinolfus in Borchen-Dörenhagen

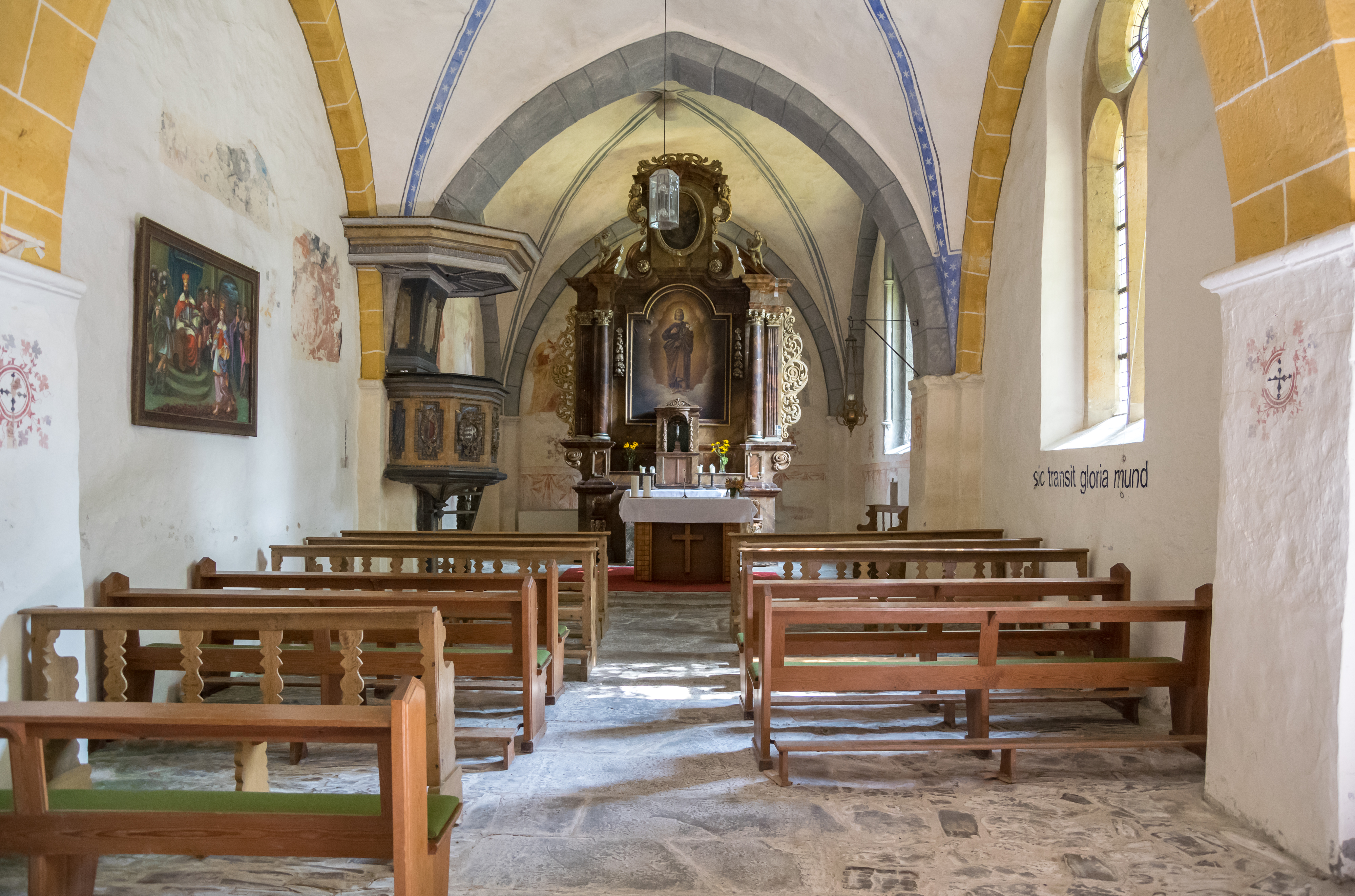
Innenraum von St. Meinolfus

St. Meinolfus ist eine römisch-katholische Kirche in Borchen-Dörenhagen im Kreis Paderborn, Nordrhein-Westfalen. Sie gehört zum pastoralen Raum Elsen-Wewer-Borchen des Dekanats Paderborn im gleichnamigen Erzbistum.
Die Kirche wurde um 1220 als Wehrkirche vom Paderborner Bischof Bernhard III. von Oesede errichtet. Da sie für die Gemeinde zu klein geworden war, wurde 1897 eine größere neue Pfarrkirche geweiht, die ebenfalls das Patrozinium des heiligen Meinolf trägt.

## Baubeschreibung
Die Kirche ist einschiffig dreijochig und im Osten gerade geschlossen. Sie misst 23 Meter in der Länge und 9 Meter in der Breite. Über dem westlichen Joch erhebt sich der Turm. Die Kreuzgewölbe ruhen auf Wand- und Eckpfeilern und werden von gotische Gurtbögen gegliedert. Das östliche Joch schließt mit einem Schlussstein. Das Ostfenster ist frühgotisch und ist mit Säulen und Rundstäben versehen. Die anderen Fenster sind flachbogig. Die Schalllöcher im Turm sind rundbogig. An der Südseite steht ein Portal, welches gerade geschlossen ist und mit einem Giebel überdacht ist. Es wird von einem Wappen und mit Inschriften von 1682 geziert.